# فرودگاه الکین کریک گست رنچ
فرودگاه الکین کریک گست رنچ (به انگلیسی: Elkin Creek Guest Ranch Airport) یک فرودگاه همگانی است که یک باند فرود چمن دارد و طول باند آن ۱۲۱۹ متر است. این فرودگاه در کشور کانادا قرار دارد و در ارتفاع ۱۲۴۴ متری از سطح دریا واقع شده است.